# Elogio de la dificultad
Elogio de la dificultad es un ensayo escrito en 1980 por el filósofo colombiano Estanislao Zuleta. Fue leído en ceremonia del doctorado honoris causa en psicología que la Universidad del Valle le otorgó. Es uno de los textos con mayor popularidad en el ámbito académico en Colombia. El siguiente es un extracto de su obra:

Puede decirse que nuestro problema no consiste solamente ni principalmente en que no seamos capaces de conquistar lo que nos proponemos, sino en aquello que nos proponemos: que nuestra desgracia no está tanto en la frustración de nuestros deseos, como en la forma misma de desear. Deseamos mal.
En lugar de desear una relación humana inquietante, compleja y perdible, que estimule nuestra capacidad de luchar y nos obligue a cambiar, deseamos un idilio sin sombras y sin peligros, un nido de amor, y por lo tanto, en última instancia un retorno al huevo. En vez de desear una sociedad en la que sea realizable y necesario trabajar arduamente para hacer efectivas nuestras posibilidades, deseamos un mundo de satisfacción, una monstruosa sala-cuna de abundancia pasivamente recibida.